# أنتونوف أن-26

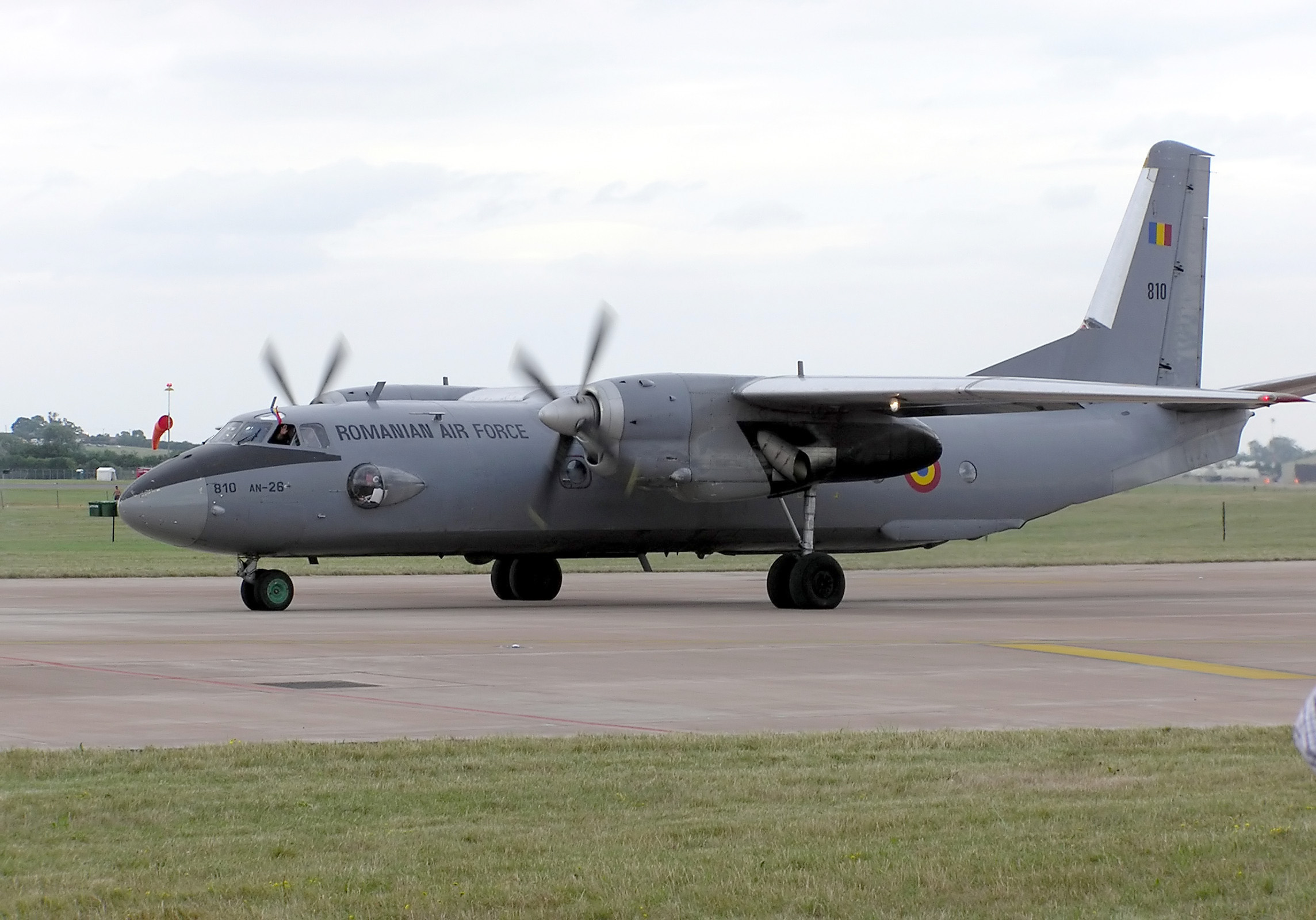
طائرة أنتونوف تابعة لسلاح الطيران الروماني

الانتونوف 26 (بالإنجليزية: Antonov An-26)‏ هي طائرة نقل عسكري سوفيتية الصنع وهي نموذج مطور من الطائرة أنتونوف 24 وتستخدم هذه الطائرة في معظم دول الاتحاد السوفييتي السابق بالإضافة إلي بعض الدول العربية مثل ليبيا والسودان وبعض دول الخليج ومعظم الدول الأوروبية إلا أنه لم يثبت وجودها بشكل ثابت في أمريكا وكندا علما بأن استخدام هذه الطائرة هو الشحن الجوي خلاف الانتونوف 24 التي تسخدم لنقل الركاب وتقل حوالي 44 راكبا
لهذه الطائرة محركين توربو بروب.